# Luis Bustamante
Luis Gonzalo Bustamante (né le 11 décembre 1985 à Ucacha) est un joueur de football argentin.
Il a notamment joué, au poste de milieu offensif, en Primera División Argentina (première division en Argentine) pour l'Instituto Atlético Central Córdoba, et est champion de France de National avec l'Évian Thonon Gaillard FC à l'issue de la saison 2009-2010.

## Palmarès
- National:
  - Vainqueur: 2010.